# Buscando a Alaska (miniserie)
Buscando a Alaska (en inglés, Looking for Alaska) es una miniserie de televisión creada por Josh Schwartz, basada en la novela del mismo nombre de John Green. Después de que una adaptación de la película nunca fue realizada, Hulu finalizó el acuerdo con Schwartz y Savage y ordenó la adaptación como una miniserie de ocho episodios. La miniserie se estrenó en Hulu el 18 de octubre de 2019.

## Elenco

### Principal
- Charlie Plummer como Miles «Pudge» Halter, un nuevo estudiante de secundaria en la Academia Culver Creek de Orlando, Florida.
- Kristine Froseth como Alaska Young, la chica que llama la atención de Pudge cuando llega a la Academia Culver Creek.
- Denny Love como Chip «El Coronel» Martin, el compañero de habitación y amigo de Miles.
- Jay Lee como Takumi Hikohito, el amigo de Alaska y de Chip.
- Sofia Vassilieva como Lara Buterskaya, una chica a la que Alaska le arregla una cita con Miles.
- Landry Bender como Sara, la novia del Chip.
- Uriah Shelton como Longwell Chase, uno de los chicos ricos, conocidos como Weekday Warriors, ya que podían irse a casa cada fin de semana.
- Jordan Connor como Kevin, un miembro de Weekday Warriors.
- Timothy Simons como el Sr. Starnes, también conocido como «El Águila», el director de la Academia Culver Creek.
- Ron Cephas Jones como el Dr. Hyde, el maestro de religión de edad avanzada en la Academia Culver Creek.

### Recurrente
- Meg Wright como Marya, la antigua compañera de habitación y amiga de Alaska.
- Lucy Faust como Madame O'Malley, la maestra de francés de la Academia Culver Creek.
- Henry Zaga como Jake, el novio universitario de Alaska.
- Deneen Tyler como Dolores Martin, la madre soltera de Chip.

### Invitados
- Brandon Stanley como Paul, el novio de Marya.
- Rachel Matthews como Fiona, la amiga de Jake.

## Episodios
| N.º | Título                                                             | Dirigido por          | Escrito por                          | Fecha de emisión original |
| --- | ------------------------------------------------------------------ | --------------------- | ------------------------------------ | ------------------------- |
| 1 | «Famous Last Words» «Últimas palabras famosas»                     | Sarah Adina Smith     | Josh Schwartz                        | 18 de octubre de 2019     |
| En 2005, Miles Halter se muda desde Florida hacia Alabama para asistir a la Academia Culver Creek, con la intención de buscar su «Gran Quizás». Conoce a su compañero de cuarto Chip «El Coronel» Martin, y conoce a sus nuevos compañeros de clase, entre ellos Takumi y Alaska. El Coronel advierte a Miles sobre los «Weekday Warriors», un grupo de estudiantes ricos de la academia, y el Sr. «El Águila» Starnes, el severo director de la escuela. La compañera de cuarto de Alaska, Marya, y su novio Paul, un miembro de los Weekday Warriors, son expulsados después de que El Águila los encuentra enganchados. Miles, obsesionado con las últimas palabras de la gente, hace un trato con Alaska de que si encuentra la respuesta a la pregunta: «¿Cómo salgo de este laberinto?» Al negarse a tomar partido en la rivalidad entre los Warriors y el Coronel, Miles se ve obligado a atar sus extremidades en una envoltura de plástico y ser arrojado al lago durante la noche.                                                                             |                                                                    |                       |                                      |                           |
| 2 | «Tell Them I Said Something...» «Diles que dije algo»              | Rachel Lee Goldenberg | Josh Schwartz & Warren Hsu Leonard   | 18 de octubre de 2019     |
| El Coronel es invitado a un baile del club de campo por su novia Sara. Miles, el Coronel, Takumi y Alaska acuerdan contraatacar a los Weekend Warriors, dando lugar a una serie de bromas contra ambos bandos. Como venganza por una broma, los Weekend Warriors destruyen el traje nuevo del Coronel. Alaska ayuda a coser otro y secretamente se infiltra en la pelota con Takumi y Miles. El Águila descubre la participación de Miles en las bromas y Miles decide enfrentarse a una audiencia y arriesgarse a ser expulsado para evitar delatar a sus amigos. Alaska acuerda una tregua con losWeekend Warriors. En la audiencia, el jurado estudiantil le da a Miles un ligero castigo gracias a una serie de favores que el Coronel, Takumi y Alaska acordaron hacer por los miembros del jurado, incluyendo conseguirle a su compañera de clase Lara una cita con Miles. |                                                                    |                       |                                      |                           |
| 3 | «I've Never Felt Better...» «Nunca me he sentido mejor»            | Brett Haley           | Stephanie Savage & Ashley Wigfields  | 18 de octubre de 2019     |
| Alaska comienza a planear una cita de grupo para que Miles finalmente salga con Lara. Takumi se entera de que Paul y Marya visitarán Culver Creek en un partido de baloncesto. El novio de Alaska, Jake, viene a la noche de la cita. La cita se va al sur cuando Miles tiene una conmoción cerebral y Marya acusa a Alaska de ser la rata. Sara se horroriza de que el Coronel se ponga del lado de Alaska y rompe con él. Takumi le dice al Coronel que había visto a Alaska irse a la casa de El Águila el día que Paul y Marya fueron expulsados. Alaska se escapa de Culver Creek con Jake pero más tarde lo deja, creyendo que ella no es lo suficientemente buena. Al regresar a la escuela, Alaska es llevada a la casa de El Águila para salir del campus sin permiso, donde le ruega que la deje quedarse en Culver Creek. |                                                                    |                       |                                      |                           |
| 4 | «The Nourishment Is Palatable» «La alimentación es sabrosa»        | Ami Canaan Mann       | Josh Schwartz & Kirk A. Moore        | 18 de octubre de 2019     |
| Con Takumi y el Coronel evitándola, Alaska le pide a Miles que se quede con ella en Culver Creek durante el Día de Acción de Gracias. Por casualidad, Miles habla con Jake por teléfono, descubriendo que Alaska ha roto el contacto con él. Los dos saquean los dormitorios de los estudiantes por alcohol y porno. Después de que Miles le preguntara al respecto, Alaska llama a Jake y rompe oficialmente con él. Después de enterarse de que los dos están solos en la escuela, la madre del Coronel, Dolores, los invita a su casa para el Día de Acción de Gracias. Al principio, el grupo se divierte, pero el deseo de Miles de acostarse con Alaska y la negativa del Coronel a reconectarse dejan a Alaska más aislada que nunca. |                                                                    |                       |                                      |                           |
| 5 | «I'll Show You That It Won't Shoot» «Te mostraré que no disparará» | Clea DuVall           | Leila Gerstein & Kendall Rogers      | 18 de octubre de 2019     |
| Al Coronel le molesta ver que Sara está saliendo con Longwell. Miles trata de convencer a Lara de que vaya al baile de la escuela con él. Durante la noche, los Weekend Warriors inundan el dormitorio de Alaska, destruyendo una gran sección de la biblioteca de su vida. Alaska, Takumi y el Coronel se reconcilian y formulan un plan para sabotear las solicitudes universitarias de los Warriors mientras todos están en el baile. A Miles se le pide que vigile, lo que casi arruina su cita con Lara. El Águila casi los atrapa, pero Takumi y Miles disparan fuegos artificiales para alejarlo. Después de llevar a cabo la maniobra con éxito, Alaska revela cómo murió su madre y admite a Miles que esa es la razón por la que no está dispuesta a volver a casa. |                                                                    |                       |                                      |                           |
| 6 | «We Are All Going» «Todos vamos»                                   | Megan Griffiths       | Warren Hsu Leonard & Ashley Wigfield | 18 de octubre de 2019     |
| En un flashback, vemos a una joven Alaska con su madre en el zoológico donde le enseña que las madres siempre son necesarias. Miles y Lara avanzan rápidamente en su relación. Mientras tanto, el Coronel debe enfrentar las consecuencias de las bromas del grupo, ya que los padres de los Warriors amenazan con emprender acciones legales contra Culver Creek por las solicitudes fraudulentas. Lara y Miles se pelean por la lealtad de Miles a sus amigos. Miles y Alaska se quedan con el Coronel durante su última noche en Culver Creek. Mientras el Coronel duerme en un estupor de borracho, Miles y Alaska comienzan un juego de verdad o reto, que culmina con la confesión de que Alaska sentía algo por Miles y un momento íntimo entre los dos. Ambos se duermen, con Alaska diciendo «Continuará». Más tarde en la noche, Alaska estando borracha, llora, despertando a Miles y al Coronel, pidiéndoles que distraigan a El Águila para que pueda salir del campus. Los chicos cumplen y el episodio termina con Alaska conduciendo hacia la oscuridad. |                                                                    |                       |                                      |                           |
| 7 | «Now Comes The Mystery» «Ahora viene el misterio»                  | Rashaad Ernesto Green | Josh Schwartz & Stephanie Savage     | 18 de octubre de 2019     |
| El Águila llama a una asamblea, notificando a la escuela que Alaska Young dejó el campus la noche anterior y falleció en un terrible accidente. El accidente se atribuye a su intoxicación. Los personajes intentan averiguar por qué murió Alaska. Después de investigar, la pandilla descubre que el exnovio de Alaska, Jake, la llamó la noche en que murió. Concluyen que, durante la llamada, ella recordó su aniversario y, culpable por haber roto y besado a Miles, estaba conduciendo hacia Jake para disculparse cuando se vio envuelta en el accidente. Esta conclusión se cuestiona cuando Miles y el Coronel ven una línea que Alaska escribió en su copia de «El General y su Laberinto», haciéndoles creer que Alaska podría haberse suicidado. |                                                                    |                       |                                      |                           |
| 8 | «It's Very Beautiful Over There» «Es muy hermoso por allá»         | Josh Schwartz         | Josh Schwartz                        | 18 de octubre de 2019     |
| Miles, el Coronel y Takumi continúan investigando la muerte de Alaska, ahora tratando de determinar si se suicidó o no. Se dan cuenta de que Alaska no iba a ver a Jake, sino a visitar la tumba de su madre en el aniversario de su muerte. Aunque todavía no pueden responder a la pregunta de si Alaska se suicidó, se les da una pequeña medida de cierre. Más tarde, los amigos planean y juegan una broma conmemorativa para Alaska Young que divierte hasta a El Águila. El episodio termina con la narración de Miles sobre la incertidumbre detrás de la muerte de Alaska, sobre cómo todos compartieron al menos un poco de culpa, y sobre cómo es posible perdonar. En el episodio final también se resuelven algunas partes menores que se construyeron en episodios anteriores. El Águila se humaniza como algo más que un administrador autoritario. Takumi y Lara comienzan una relación, al igual que El Águila y Madam O'Malley, la profesora de francés.                                                                                               |                                                                    |                       |                                      |                           |

## Producción

### Desarrollo
En mayo de 2018, Hulu finalizó un acuerdo con Schwartz y Savage, y ordenó una miniserie de ocho episodios basada en el libro de Johh Green. Josh Schwartz sirve como showrunner, mientras que Stephanie Savage sirve como productora ejecutiva junto con John Green, Jessica Tuchinsky, Mark Waters, Marty Bowen, e Isaac Klausner.

### Casting
En octubre de 2018, se anunció que Charlie Plummer y Kristine Froseth se unieron al elenco interpretando los personajes principales de la serie. Plummer interpretará a Miles «Pudge» Halter, mientras que Froseth interpretará a Alaska Young. En marzo de 2019, Hulu anunció que Denny Love, Jay Lee, Sofia Vassilieva, Landry Bender, Uriah Shelton, y Jordan Connor se unieron al elenco principal de la serie. En abril de 2019, se anunció que Timothy Simons y Ron Cephas Jones se unieron al elenco principal como el Sr. Starnes y el Dr. Hyde respectivamente. En mayo de 2019, se anunció que Rachel Matthews y Henry Zaga se unieron al elenco en papeles recurrentes.

## Lanzamiento

### Distribución
Es España, se estrenó el 19 de octubre de 2019 en HBO España.

## Recepción
En Rotten Tomatoes la miniserie tiene un índice de aprobación del 91%, basado en 32 reseñas, con una calificación promedio de 8.64/10. El consenso crítico del sitio dice, «Agridulce y bellamente interpretada, Looking For Alaska es la rara adaptación que se desvía de su material de origen sólo para encontrar algo aún mejor». En Metacritic, tiene puntaje promedio ponderado de 73 sobre 100, basada en 9 reseñas, lo que indica «criticas generalmente favorables».